# Jean-Manuel Nédra
Pour les articles homonymes, voir Nedra.
Jean-Manuel Nédra est un footballeur français né le 11 mars 1993 au Lamentin en Martinique. Il évolue au poste de milieu offensif avec l'Aiglon du Lamentin en DH Martinique et avec la sélection de la Martinique.

## Biographie

### Clubs
Du 1er au 4 janvier 2016, il participe au camp de détection caribéen de la MLS. Il est repéré par Ezra Hendrickson, l'émissaire de la MLS pour participer au camp de Fort Lauderdale mais doit finalement y renoncer pour un problème de passeport.

## Affaire judiciaire
Le 5 janvier 2023, il est arrêté à Roissy en possession de 100 kg de cocaïne. Il est mis en examen et placé en détention provisoire.